# Tim Rerimassie
Tim Rerimassie (Nuenen, 1 september 1996) is een Nederlands voetballer die als verdediger voor Helmond Sport speelde.

## Carrière
Tim Rerimassie maakte zijn debuut in het betaalde voetbal voor Helmond Sport op 14 maart 2016, in de met 3-1 verloren uitwedstrijd tegen Jong PSV. Hij kwam na 76 minuten in het veld voor Sam Strijbosch. Rerimassie speelde in totaal drie wedstrijden voor Helmond Sport, waarna hij in 2017 naar RKSV Nuenen vertrok. Sinds 2018 speelt hij voor Blauw Geel '38.

### Statistieken
| Seizoen                        | Club           | Land           | Competitie     | Competitie | Competitie | Beker | Beker | Totaal | Totaal |
| Seizoen                        | Club           | Land           | Competitie     | Wed.       | Dlp.       | Wed.  | Dlp.  | Wed.   | Dlp.   |
| ------------------------------ | -------------- | -------------- | -------------- | ---------- | ---------- | ----- | ----- | ------ | ------ |
| 2014/15                        | Helmond Sport  | Nederland      | Eerste divisie | 0          | 0          | 0     | 0     | 0      | 0      |
| 2015/16                        | Helmond Sport  | Nederland      | Eerste divisie | 3          | 0          | 0     | 0     | 3      | 0      |
| 2016/17                        | Helmond Sport  | Nederland      | Eerste divisie | 0          | 0          | 0     | 0     | 0      | 0      |
| Carrièretotaal                 | Carrièretotaal | Carrièretotaal | Carrièretotaal | 3          | 0          | 0     | 0     | 3      | 0      |
| Bijgewerkt op 26 februari 2019 |                |                |                |            |            |       |       |        |        |